# Kuskokwimiidae
Kuskokwimiidae zijn een uitgestorven familie van weekdieren uit de klasse van de Gastropoda (slakken).

## Taxonomie
De volgende taxa zijn bij de familie ingedeeld:
- Geslacht  † Kuskokwimia Frýda & Blodgett, 2001
  -  † Kuskokwimia moorei Frýda & Blodgett, 2001